# Dina Meyer
Dina Meyer (New York, 1968. december 22. –) amerikai színésznő.
Pályafutását a Beverly Hills 90210 című ifjúsági drámasorozat mellékszereplőjeként kezdte (1993–94). 1995-ben a Johnny Mnemonic – A jövő szökevénye főszereplője lett, Keanu Reeves oldalán. Ezt olyan filmek követték, mint a Sárkányszív (1996), a Csillagközi invázió (1997), a Denevérek (1999), a D-Tox (2022) és a Star Trek – Nemezis (2002). A Fűrész-filmekben Allison Kerry nyomozónőt formálta meg.

## Filmográfia

### Film
| Év   | Magyar cím                          | Eredeti cím                         | Szerep                | Magyar hang    |
| ---- | ----------------------------------- | ----------------------------------- | --------------------- | -------------- |
| 1995 | Johnny Mnemonic – A jövő szökevénye | Johnny Mnemonic                     | Jane                  | Balázs Ágnes   |
| 1996 | Sárkányszív                         | Dragonheart                         | Kara                  | Tóth Ildikó    |
| 1997 | Csillagközi invázió                 | Starship Troopers                   | Dizzy Flores          | Kéri Kitty     |
| 1998 |                                     | Nowhere Land                        | Monica                |                |
| 1999 | Denevérek                           | Bats                                | Sheila Casper         | Udvarias Anna  |
| 2000 |                                     | Stranger than Fiction               | Emma Scarlett         |                |
| 2001 | Képtelen kémelme                    | Time Lapse                          | Kate                  |                |
| 2002 | D-Tox                               | D-Tox                               | Mary                  |                |
| 2002 | Ördögien veszélyes                  | Unspeakable                         | Diana Purlow          |                |
| 2002 |                                     | Deadly Little Secrets               | Stephanie Vincent     |                |
| 2002 | Star Trek – Nemezis                 | Star Trek: Nemesis                  | Donatra parancsnok    | Németh Kriszta |
| 2003 | Film az életem                      | The Movie Hero                      | Elizabeth Orlando     |                |
| 2004 | Fűrész                              | Saw                                 | Allison Kerry nyomozó | Kerekes Andrea |
| 2004 |                                     | Breach                              | Lisa Vincson          |                |
| 2005 | Vad vágyak 3.                       | Wild Things: Diamonds in the Rough  | Kirsten Richards      |                |
| 2005 |                                     | The Receipt (rövidfilm)             | Venus                 |                |
| 2005 | Fűrész II.                          | Saw II                              | Allison Kerry nyomozó | Kerekes Andrea |
| 2006 | Fűrész III.                         | Saw III                             | Allison Kerry nyomozó | Urbán Andrea   |
| 2006 |                                     | Crazy Eights                        | Jennifer Jones        |                |
| 2007 | Ragadozó csajok 2.                  | Decoys 2: Alien Seduction           | Alana Geisner         |                |
| 2007 | Fűrész IV.                          | Saw IV                              | Allison Kerry nyomozó |                |
| 2009 |                                     | Balancing the Books (Fatal Secrets) | Julia                 |                |
| 2010 | Piranha 3D                          | Piranha 3D                          | Paula Montellano      |                |
| 2013 | Pokoli egyezség                     | Dead in Tombstone                   | Calathea "Cal" Massey | Németh Kriszta |
| 2015 |                                     | Golden Shoes                        | Kathleen Larou        |                |
| 2015 |                                     | Clarity                             | Sharon                |                |
| 2016 |                                     | Fortune Cookie                      | Emma Hoskins nyomozó  |                |
| 2016 |                                     | Amerigeddon                         | Kelly                 |                |
| 2016 |                                     | The Unwilling                       | Michelle Harris       |                |
| 2016 |                                     | Flight 192                          | Sarah Plummer         |                |
| 2017 |                                     | The Evil Within                     | Lydia                 |                |
| 2017 | Csillagközi invázió: Mars invázió   | Starship Troopers: Traitor of Mars  | Dizzy Flores (hangja) | Kéri Kitty     |
| 2019 | Hajsza élő adásban                  | Line of Duty                        | Ruth Carter           | Mezei Kitty    |
| 2020 |                                     | Unbelievable!!!!!                   | női Moesha            |                |
| 2023 | Knight nyomozó 3. – Függetlenség    | Detective Knight: Independence      | Charlotte Burnham     |                |

### Televízió
Tévéfilmek
| Év   | Magyar cím                                | Eredeti cím                   | Szerep                 | Magyar hang    |
| ---- | ----------------------------------------- | ----------------------------- | ---------------------- | -------------- |
| 1993 | Gúzsba kötve                              | Strapped                      | kézbesítő              |                |
| 1998 | Poodle Springs – Philip Marlowe visszatér | Poodle Springs                | Laura Parker-Marlowe   | Götz Anna      |
| 2002 | Tanúvédelem                               | Federal Protection            | Bootsie Cavander       | Urbán Andrea   |
| 2004 | Megtévesztés                              | Deception                     | Erin                   | Timkó Eszter   |
| 2005 | A szenvedély útvesztői                    | Crimes of Passion             | Rebecca Walker         | Kiss Erika     |
| 2005 | A szenvedély útvesztői                    | Crimes of Passion             | Rebecca Walker         | Urbán Andrea   |
| 2005 | A szenvedély útvesztői                    | Crimes of Passion             | Rebecca Walker         | Bertalan Ágnes |
| 2005 | Párbaj nyomtatásban                       | His and Her Christmas         | Liz Madison            | Major Melinda  |
| 2006 |                                           | Imaginary Playmate            | Suzanne Driscoll       |                |
| 2008 |                                           | Web of Desire                 | Beth Wyatt             |                |
| 2008 | A Szfinx bosszúja                         | Riddles of the Sphinx         | Jessica                | Bertalan Ágnes |
| 2008 |                                           | The Boy Next Door             | Sara                   |                |
| 2009 | Elveszett elme                            | The Lost                      | Mira                   | Pikali Gerda   |
| 2012 |                                           | Undertow                      | Toby French            |                |
| 2013 |                                           | The Wrong Woman               | Kay Sullivan           |                |
| 2015 |                                           | Truth and Lies                | Alison                 |                |
| 2015 |                                           | Lethal Seduction              | Carissa Kensington     |                |
| 2015 |                                           | A Dogwalker's Christmas Tale  | Missy Paxton           |                |
| 2016 |                                           | Fishes 'n Loaves: Heaven Sent | Mary Louise Michaels   |                |
| 2016 |                                           | Turbulence                    | Sarah Plummer          |                |
| 2017 |                                           | Girlfriend Killer             | Michelle Price nyomozó |                |
| 2018 |                                           | Evil Doctor                   | Dr. Natalie Barnes     |                |

Sorozatok
| Év        | Magyar cím                          | Eredeti cím                       | Szerep                             | Megjegyzések                        |
| --------- | ----------------------------------- | --------------------------------- | ---------------------------------- | ----------------------------------- |
| 1993–1994 | Beverly Hills 90210                 | Beverly Hills, 90210              | Lucinda Nicholson                  | visszatérő szereplő (12 epizód)     |
| 1997      | Jóbarátok                           | Friends                           | Kate Miller                        | 3 epizód                            |
| 1997      |                                     | Michael Hayes                     | Rebecca Klein                      | 1 epizód                            |
| 1998      | Ally McBeal                         | Ally McBeal                       | Anna Flint                         | 1 epizód                            |
| 2000      |                                     | Secret Agent Man                  | Holliday                           | főszereplő (12 epizód)              |
| 2002      | Sírhant művek                       | Six Feet Under                    | az özvegy                          | 1 epizód                            |
| 2002      | Végtelen határok                    | The Outer Limits                  | Dr. Rachel Harris                  | 1 epizód                            |
| 2002–2003 |                                     | Birds of Prey                     | Barbara Gordon / Oracle / Batgirl  | főszereplő (14 epizód)              |
| 2003–2004 |                                     | Miss Match                        | Lauren Logan                       | visszatérő szereplő (8 epizód)      |
| 2004–2011 | CSI: A helyszínelők                 | CSI: Crime Scene Investigation    | Meg Cunningham / Anne-Marie Tolsom | 2 epizód                            |
| 2005–2006 | Point Pleasant – Titkok városa      | Point Pleasant                    | Amber Hargrove                     | főszereplő (13 epizód)              |
| 2006      |                                     | Thief                             | Wanda Atwater                      | minisorozat (1 epizód)              |
| 2007      | CSI: Miami helyszínelők             | CSI: Miami                        | Elissa McClain                     | 1 epizód                            |
| 2008      | Monk – A flúgos nyomozó             | Monk                              | Sally Larkin                       | 1 epizód                            |
| 2009      | Kés/Alatt                           | Nip/Tuck                          | Roxy St. James                     | 1 epizód                            |
| 2009      | Minden lében négy kanál             | Burn Notice                       | Samantha                           | 1 epizód                            |
| 2010      | NCIS                                | NCIS                              | Holly Snow                         | 2 epizód                            |
| 2010      | A mentalista                        | The Mentalist                     | Abigail Barge                      | 1 epizód                            |
| 2010      | Castle                              | Castle                            | Lady Irena                         | 1 epizód                            |
| 2010      |                                     | Scoundrels                        | Nina Hong                          | 3 epizód                            |
| 2010      | Glades – Tengerparti gyilkosságok   | The Glades                        | Patricia Dixon                     | 1 epizód                            |
| 2011      | Charlie angyalai                    | Charlie's Angels                  | Jennifer Rice                      | 1 epizód                            |
| 2011–2012 | 90210                               | 90210                             | Sheila                             | 3 epizód                            |
| 2012      | Gyilkos elmék                       | Criminal Minds                    | Regina Lampert                     | 1 epizód                            |
| 2014      |                                     | Sequestered                       | Helen Bennett                      | főszereplő (12 epizód)              |
| 2017      |                                     | Kingdom                           | Luanne                             | 1 epizód                            |
| 2018      | Vészhelyzet: Los Angeles            | Code Black                        | Joan Reeves                        | 1 epizód                            |
| 2018      | A varázslók                         | The Magicians                     | Stone Queen                        | 3 epizód                            |
| 2018      | A viszony                           | The Affair                        | Julie Christiansen                 | 3 epizód                            |
| 2018      | Amerikai Horror Story: Apokalipszis | American Horror Story: Apocalypse | Nora Campbell                      | 1 epizód                            |
| 2018–2020 | NCIS: Los Angeles                   | NCIS: Los Angeles                 | Veronica Stephens                  | 2 epizód                            |
| 2019      | Bírónő, kérem!                      | All Rise                          | Kiki Mackin                        | 1 epizód                            |
| 2019      | Flash – A Villám                    | The Flash                         | Barbara Gordon / Oracle (hangja)   | 1 epizód (Végtelen világok válsága) |
| 2019–2020 | Spencer                             | All American                      | Gwen Adams                         | 5 epizód                            |

## Fordítás
- Ez a szócikk részben vagy egészben  a   Dina Meyer című angol Wikipédia-szócikk ezen változatának fordításán alapul.  Az eredeti cikk szerkesztőit annak laptörténete sorolja fel. Ez a jelzés csupán a megfogalmazás eredetét és a szerzői jogokat jelzi, nem szolgál a cikkben szereplő információk forrásmegjelöléseként.